# Эрикссон, Пауль
Пауль Э́рикссон (швед. Paul Eriksson, род. 26 апреля 1991 года, Евле, Швеция) — шведский  хоккеист, выступавший за клубы главных хоккейных лиг Швеции и Казахстана.

## Биография
Родился в 1991 году в шведском городе Евле. Игровую карьеру начал в молодёжном составе стокгольмского клуба «Юргорден», затем играл в молодёжных командах нескольких шведских клубов (в частности, «Сёдертелье», Бьёрклёвен и «Тимро», в составе последнего выступал и в матчах Шведской хоккейной лиги).
В сезоне 2011/2012 принял приглашение финского клуба «ТуТо» (вторая финская хоккейная лига), а затем российской «Олимпии» Кирово-Чепецк (где стал первым «дальним» легионером). В сезоне 2013/2014 играл в удмуртских клубах «Ижсталь» (Ижевск) и «Прогресс» (Глазов), а следующий сезон — в клубе Казахской хоккейной лиги «Арыстан» из Темиртау. После этого вернулся в Швецию, где выступал в клубах второй по значимости национальной лиги (сначала «Сёдертелье», затем «Вальбо»), после чего прекратил игровую карьеру.